# 御津川

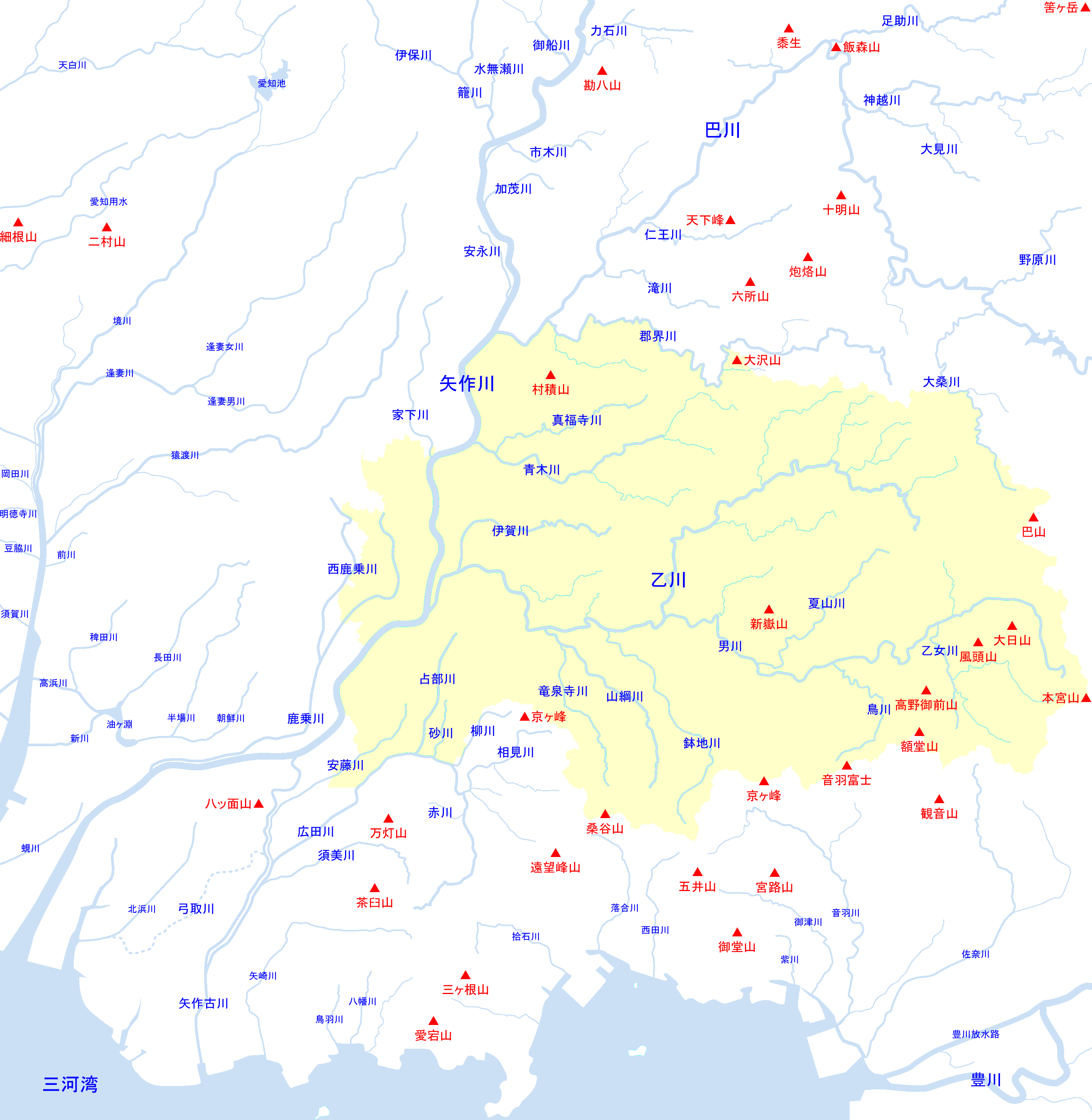
岡崎市周辺の地理

御津川（みとがわ）は、愛知県豊川市を流れる河川。二級水系の本流である。万葉集に昔の様子が記されている。

## 地理
愛知県豊川市の西部、五井山に近い同市御津町金野の砂防堰堤付近に源を発し、宮路山と御堂山の間をほぼ東南東の方向に流れたあと御津山の周辺で向きを90度変えて、御津町西方と御津町泙野の境界から三河湾に注ぐ。河口の先には御幸浜の埋立地が広がる。全長10kmにも満たない中で、二級河川指定区間における流路延長は4.336kmである。

## 主な支流
二級河川と準用河川を下流側から順に記載する。
| 河川     | よみ           | 次数    | 種別              | 管理者        | 主な経過地 | 河川延長 （km） | 備考 |
| -------- | -------------- | ------- | ----------------- | ------------- | ---------- | --------------- | ---- |
| 御津川   | みとがわ       | 本川    | 二級河川 準用河川 | 愛知県 豊川市 | 豊川市     | 4.336           |      |
| 宮前川   | みやまえがわ   | 1次支川 | 準用河川          | 豊川市        | 豊川市     | 0.76            |      |
| 青木川   | あおきがわ     | 1次支川 | 準用河川          | 豊川市        | 豊川市     | 0.71            |      |
| 新青木川 | しんあおきがわ | 1次支川 | 準用河川          | 豊川市        | 豊川市     |                 |      |
| 深沢川   | ふかさわがわ   | 1次支川 | 準用河川          | 豊川市        | 豊川市     | 0.2             |      |

## 流域の施設等
- みとゴルフ倶楽部
- 東三河ふるさと公園
- 愛知県立御津高等学校
- 豊川市立御津北部小学校
- 御津神社
- 大恩寺
- 豊川市御津図書館
- 豊川市御津体育館
- 豊川市役所御津支所
- 豊川市立御津中学校
- 泙野神社
- 豊川市消防本部御津出張所

## 主な橋梁
- 国坂橋（愛知県道368号豊川蒲郡線）
- 縄手橋（県道368号 新道）
- 金野大橋
- 金野小橋
- 薬師橋
- 向屋敷橋
- 徳寒橋（県道368号 新道）
- 仲田橋
- 石田橋（県道368号 御津金野IC連絡路）
- 袋田橋
- 山影橋
- 見竹橋 - 指定上流端
- 砂田橋
- 金野高架橋（国道23号蒲郡バイパス）
- 小山橋
- 鳴戸橋
- 豊沢橋
- 大坪橋
- 川原橋
- 観音橋
- 祓田橋
- 船津橋（愛知県道372号大塚国府線）
- 宮前橋
- 山下橋
- 東海道本線
- 十王橋
- 紫橋
- 東海道新幹線
- 御津新橋（国道23号・国道247号重複 - 蒲郡街道）
- 御津橋
- 管理橋